# Збаразька сільська рада
| Збаразька сільська рада — колишній орган місцевого самоврядування у Козятинському районі Вінницької області з адміністративним центром у с. Збараж. Сільській раді були підпорядковані населені пункти: - с. Збараж |

## Склад ради
Рада складалася з 12 депутатів та голови.

## Керівний склад сільської ради
| ПІБ                        | Основні відомості                                                                      | Дата обрання | Дата звільнення |
| -------------------------- | -------------------------------------------------------------------------------------- | ------------ | --------------- |
| Лавренюк Людмила Сергіївна | Сільський голова, 1960 року народження, освіта, Всеукраїнське об'єднання «Батьківщина» | 26.03.2006   | 31.10.2010      |
| Лавренюк Людмила Сергіївна | Сільський голова, 1960 року народження, освіта вища, член Партії регіонів              | 31.10.2010   | 30.10.2015      |

Примітка: таблиця складена за даними джерела